# Mawu
Mawu (ook wel: Mahu) is een godheid uit West-Afrika, bij de Fon de dochter van de scheppingsgod Nana-Buluku. Mawu verschijnt 's nachts aan de hemel in de gedaante van de Maan. Haar tweeling is Lisa, de Zon. Zij schiepen samen de mens en kregen 14 kinderen, de Vodu, de mindere goden. Mawu-Lisa is gecombineerd vrouw en man.